# Benken (Sankt Gallen)
Benken is een gemeente en plaats in het Zwitserse kanton Sankt Gallen, en maakt deel uit van het district See-Gaster.
Benken telt 2384 inwoners.